# Sarah Hallam Douglass
Sarah Hallam Douglass, död 1773 i Philadelphia, var en amerikansk skådespelare. 
Hon var verksam i Old American Company 1752–1773, där hon under de första femton åren spelade de ledande kvinnorollerna.  Hon tillhörde därmed de första skådespelerskorna som uppträdde i Nordamerika. Hon var först gift med Lewis Hallam och därefter med David Douglass. 
Hon ärvde sin förste makes teatersällskap vid hans död 1755. År 1756 förenade hon sin avlidne första makes sällskap med sin nye makes, och bildade därmed Old American Company. Hon var verksam som skådespelare fram till sin död. Hon beskrivs som högt respekterad även socialt i Philadelphia, där hon hade sin bas, vilket var anmärkningsvärt eftersom skådespelare under denna tid vanligen ansågs ha låg social status. 
Hon var mor till skådespelarna Lewis Hallam Jr. och Isabella Mattocks samt ingift faster till Nancy Hallam.